# Xã Maryland Heights, Quận St. Louis, Missouri
Xã Maryland Heights (tiếng Anh: Maryland Heights Township) là một xã thuộc quận St. Louis, tiểu bang Missouri, Hoa Kỳ. Năm 2010, dân số của xã này là 36.370 người.